# Carter DeHaven
Carter DeHaven (ur. 5 października 1886, zm. 20 lipca 1977) – amerykański reżyser, producent filmowy i aktor.

## Filmografia
reżyser
- 1917: Where Are My Trousers?
- 1923: Rice and Old Shoes
- 1923: Borrowed Trouble

producent
- 1921: The Girl in the Taxi

aktor
- 1916: A Hero by Proxy jako Timothy Dobbs
- 1920: Twin Beds jako Signor Monti
- 1923: Rice and Old Shoes
- 1940: Dyktator jako Ambasador Bakterii

## Nagrody i nominacje
Został nominowany do nagrody Independent Spirit Awards, a także posiada swoją gwiazdę na Hollywoodzkiej Alei Gwiazd.